# Mount Leech
Mount Leech är ett berg i Antarktis. Det ligger i Västantarktis. Inget land gör anspråk på området. Toppen på Mount Leech är 547 meter över havet.
Terrängen runt Mount Leech är kuperad söderut, men norrut är den platt. Terrängen runt Mount Leech sluttar söderut. Trakten är obefolkad. Det finns inga samhällen i närheten.